# GKS Katowice (fotbal)
GKS Katowice (celým názvem Górniczy Klub Sportowy Katowice) je polský fotbalový klub sídlící ve městě Katovice. Byl založen roku 1964, rok založení je i v klubovém logu. Hřištěm klubu je stadion GKS Katowice s kapacitou 6 710 diváků. Klubové barvy jsou žlutá, zelená a černá. V sezónách 2019/20 a 2020/21 působil klub ve 2. polské lize (3. nejvyšší soutěž), v sezóně 2021/22 hraje v 1. lize (2. nejvyšší soutěž).
Fanoušci GKS Katowice mají družbu s příznivci FC Baník Ostrava.

## Úspěchy
- 3× vítěz polského fotbalového poháru (1985/86, 1990/91, 1992/93)[3]
- 2× vítěz polského Superpoháru (1991, 1995)[4]